# Ларрумэ, Гюстав
Луи Бартелеми Гюстав Поль Ларрумэ (фр. Gustave Larroumet; 22 сентября 1852, Гурдон, Окситания — 25 августа 1903, Париж) — французский писатель
, историк искусства, литературный критик, педагог, доктор литературы (1882), театральный деятель Франции. Член Академии изящных искусств Франции (с 1891).

## Биография

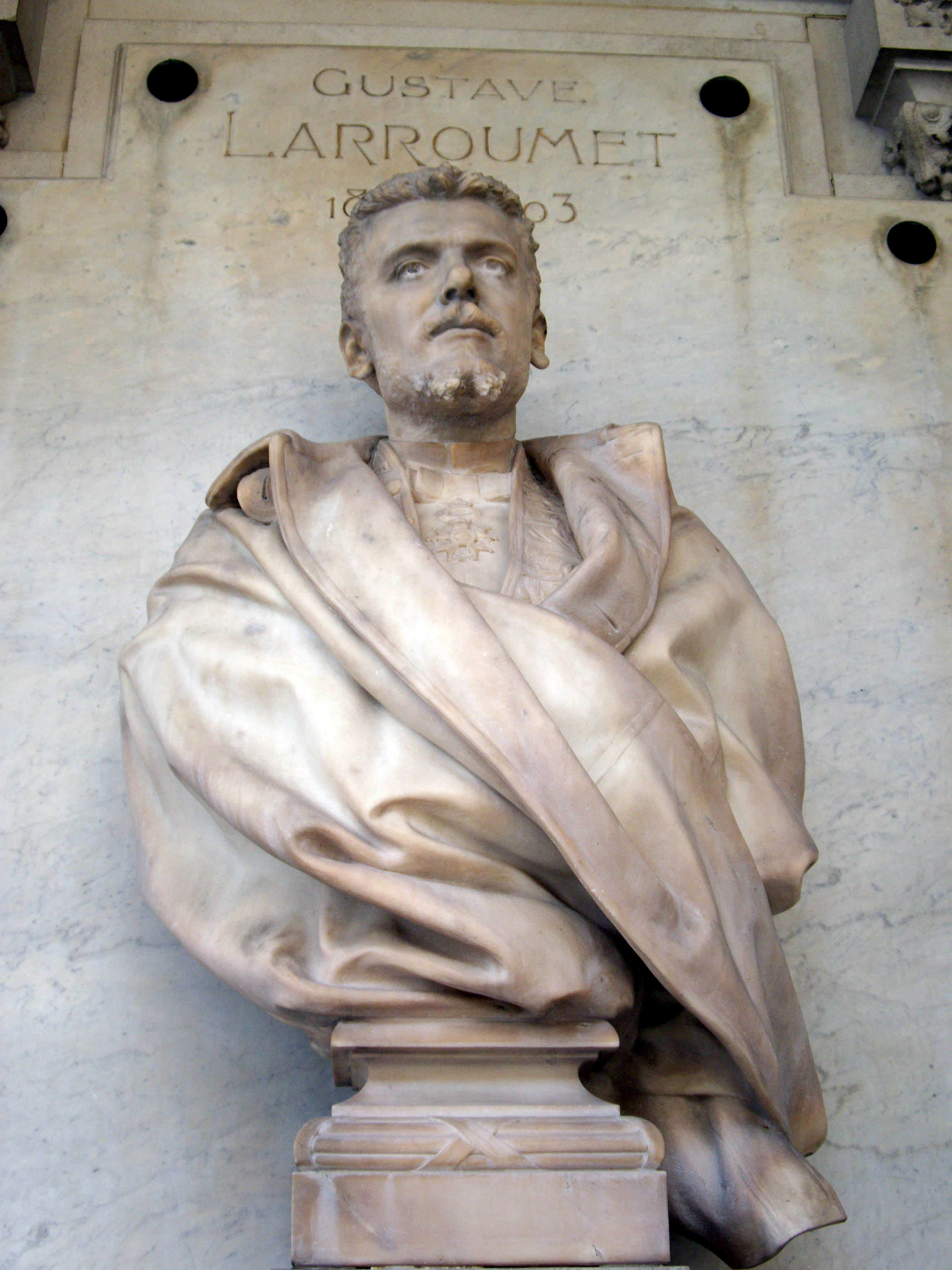
Бюст Г. Ларрумэ работы Поля Русселя на фасаде театра Комеди Франсез

Сын армейского офицера. Окончил школу, затем лицей в Каоре, планировал заняться военной карьерой, позже начал изучать медицину, но был вынужден бросить учёбу из-за плохого здоровья. Добровольцем участвовал во франко-прусской войне, служил снайпером. После окончания войны был награждён Военной медалью.
До середины 1870-х годов учительствовал, читал лекции по французской литературе в Сорбонне; был некоторое время директором отделения изящных искусств в министерстве народного просвещения.
Как профессор, Г. Ларрумэ справедливо пользовался большой популярностью. Г. Ларрумэ — один из немногих французских критиков, занимавшихся общими вопросами искусства.
Особо ценны его исследования творчества Мариво, Мольера и Расина: «Marivaux, sa vie et ses oeuvres», «La Comédie de Molière, l’auteur et le milieu» и ряд критических этюдов: «Etudes d’histoire et de critique dramatique».
Был членом Великого востока Франции.

## Память

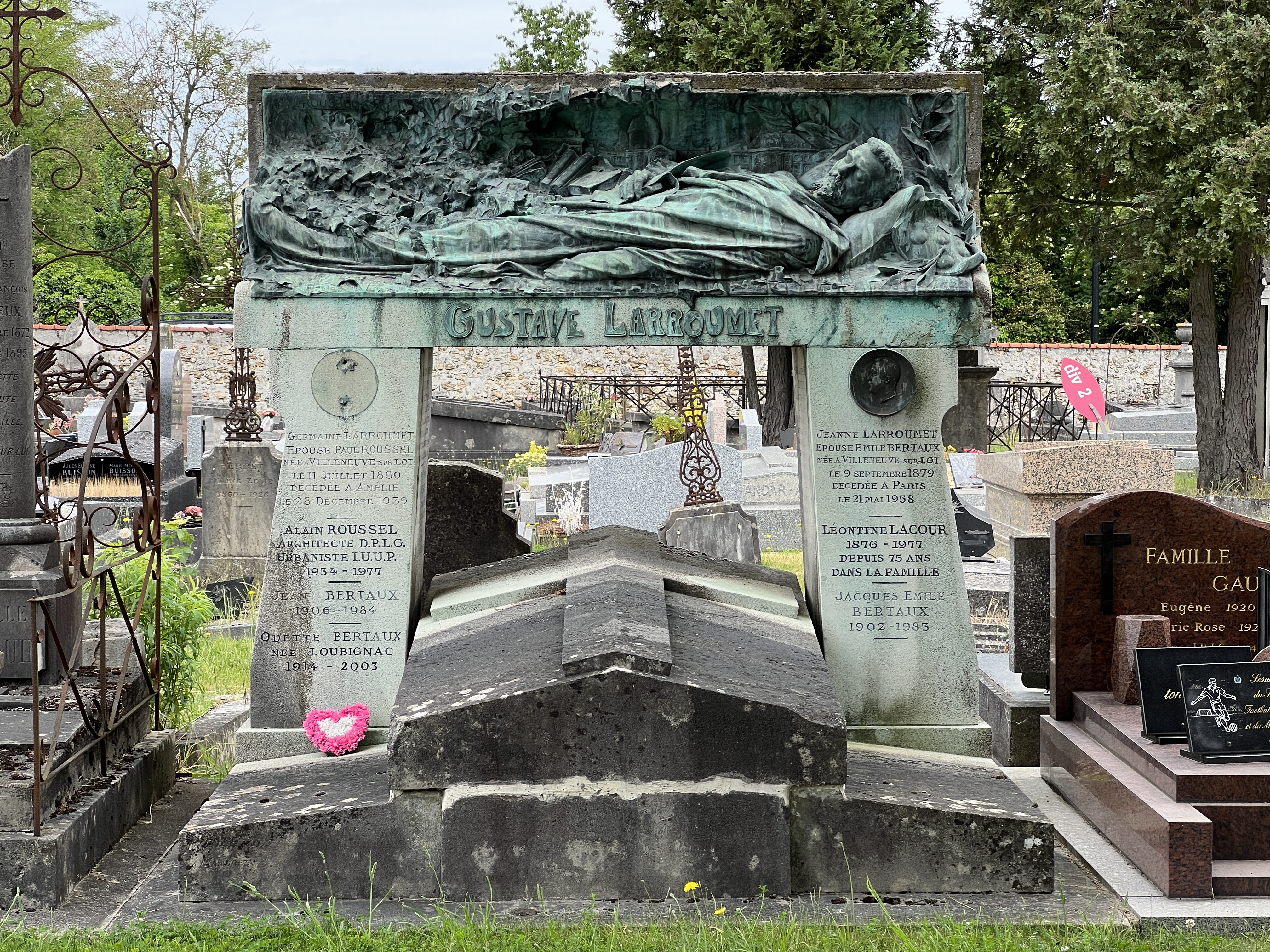
Могила Г. Ларрумэ

- Его именем названы улицы в Париже и нескольких других городах Франции.
- Бюст Г. Ларрумэ украшает фасад парижского театра Комеди Франсез.